# Iton
Pour les articles homonymes, voir Iton (homonymie).
L'Iton (nom masculin et parfois féminin à date récente) est une rivière française, dans les deux départements de l'Eure et de l'Orne, en région Normandie, dernier affluent de la rive gauche de l'Eure, et donc un sous-affluent de la Seine. Elle arrose notamment la ville d'Évreux.

## Géographie
D'une longueur de 131,8 kilomètres (112 kilomètres selon une autre source plus ancienne,), l'Iton naît dans les collines du Perche, aux environs Nord de Moulins-la-Marche (département de l'Orne), sur la commune de Mahéru, au lieu-dit  la Cherougerie , à 294 m d'altitude, 260 m d'altitude selon une autre source plus ancienne.
Dans son cours supérieur, il présente la particularité d'être un cours d'eau à éclipses :  il a d'abord été écartelé, par décision royale, en bras forcés (bras forcé de Verneuil détourné vers l'Avre en 1132, bras forcé de Breteuil, etc.), avant de disparaître de la surface - absorbé par des gouffres de craie pendant une dizaine de kilomètres. Cette partie souterraine du cours d'eau est appelée  le Sec-Iton. Ce phénomène se produit aussi avec la Risle, à quelque distance de là.
Après ces épisodes, la rivière traverse les plateaux crétacés séparant la campagne de Saint-André du pays d'Ouche et de la campagne du Neubourg, sans recevoir de tributaire, ce qui explique son faible débit (3,8 m3/s à Évreux).
L'Iton dessine enfin quelques vastes courbes aux environs de Damville et Évreux avant de confluer avec l'Eure, en rive gauche, au lieu-dit les Planches (cote +18), à Acquigny, au sud de Louviers. 
Sa pente moyenne est de 2,2 pour mille. Son cours connaît d'importants changements de direction dus aux formes armorico-varisques du relief.

### Communes traversées et toponymie
Dans les deux départements de l'Eure et de l'Orne, l'Iton traverse quarante-six communes.
L'Iton a ainsi donné son hydronyme aux sept communes d'Amfreville-sur-Iton, Arnières-sur-Iton, Aulnay-sur-Iton, La Bonneville-sur-Iton, Breteuil-sur-Iton, Condé-sur-Iton, Saint-Ouen-sur-Iton.
Le genre du toponyme Iton est sujet à fluctuations : historiquement masculin aux origines (cf. attestations "Fol Iton" au XIe siècle et Sec-Iton) et majoritairement masculin dans l'usage courant, le bras mort au nord de Verneuil est néanmoins répertorié par l'IGN  sous le genre féminin "Iton Morte".

### Bassin versant
Le bassin versant de l'Iton (1 197 km2, arrondi à 1 200 km2) fait l'objet d'un schéma d'aménagement et de gestion des eaux (SAGE) mis en œuvre sur 134 communes réparties dans deux départements, Eure et Orne.

### Organismes gestionnaires

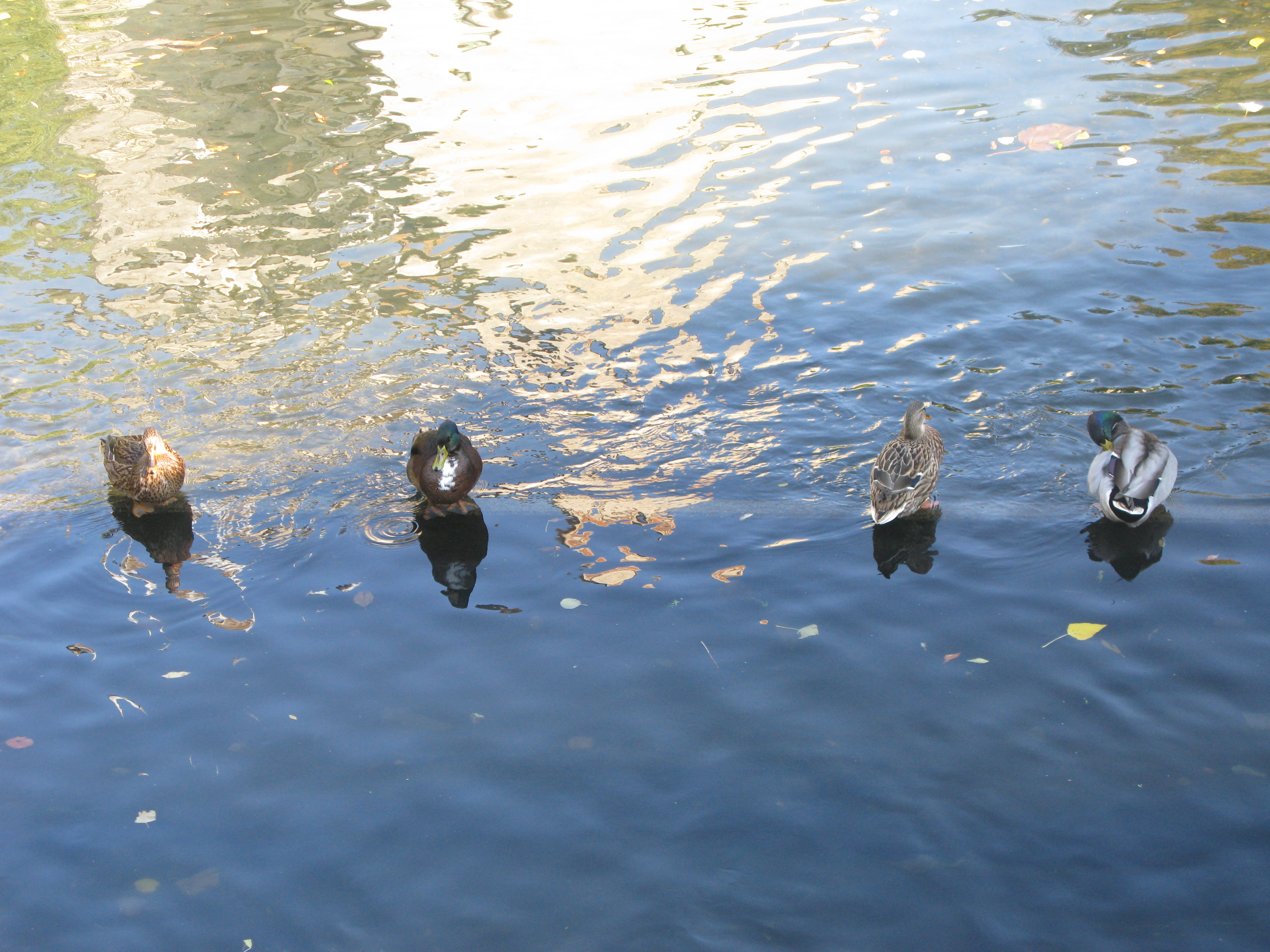
Canards Colverts dans l'Iton à Évreux.

Deux organismes gèrent le bassin de l'Iton, le Syndicat intercommunal de la Haute Vallée de l'Iton (SIHVI) — qui est un SIVU — et le Syndicat aval de l'Iton (SAVITON).

## Affluents
L'Iton a un seul affluent important, le Rouloir dénommé le Lesme en partie haute, situé en rive gauche. L'Iton a néanmoins trente-neuf tronçons référencés formant de nombreux bras, tels que :
- le ruisseau de la Gazinière,
- le bras de l'Iton,
- la Neuille Souris,
- l'Itonne,
- le Vivier tranchant,
- le Trou de Corne,
- le Trou de Botte,
- l'Iton (bras forcé de Breteuil),
- l'Iton (bras forcé de Verneuil),
- la Norte,
- le Rouloir (rg[note 2]), 49,1 km sur seize communes et avec un bassin versant de 259 km2[12], de rang de Strahler quatre
- le ruisseau des Courtieux.

### Ruisseau l'Espringale
À Évreux, un bras de l'Iton est nommé l’Espringale. Ce ruisseau passait à l'origine dans les douves de la muraille médiévale. Il a depuis plusieurs fois été partiellement dévié et recouvert à l'occasion d'aménagements urbains et, en dernier lieu, replacé à l'air libre au niveau de la nouvelle place Sepmanville.

### Rang de Strahler
Le rang de Strahler de l'Iton est de cinq, par le Rouloir.

## Hydrologie
Le régime hydrologique de l'Iton est pluvial océanique.

### L'Iton à Normanville
L'Iton est un cours d'eau régulier, hormis crues exceptionnelles d'hiver pouvant produire des inondations en amont d'Évreux. Son débit a été observé durant 48 ans de 1967 à 2014, à Normanville, un peu en aval d'Évreux, à une trentaine de kilomètres de son confluent avec l'Eure. Il atteint 3,63 m3/s, pour un bassin versant de 1 031 km2, et à 46 m d'altitude.
La rivière, alimentée par des précipitations faibles mais régulières, présente des fluctuations saisonnières de débit peu importantes. On distingue cependant une période de hautes eaux de janvier à mars inclus avec un maximum en février et qui s'accompagne de moyennes mensuelles allant de 4,57 à 4,79 m3/s. Les basses eaux d'été-automne ont lieu de juillet à octobre inclus et se manifestent par une baisse du débit moyen mensuel allant jusqu'à 2,74 m3/s au mois d'août, ce qui reste malgré tout assez abondant.

#### Étiage ou basses eaux
Aux étiages, le VCN3 peut baisser à 1,7 m3 en cas de quinquennale sèche, ce qui loin d'être sévère, reste au contraire élevé. 

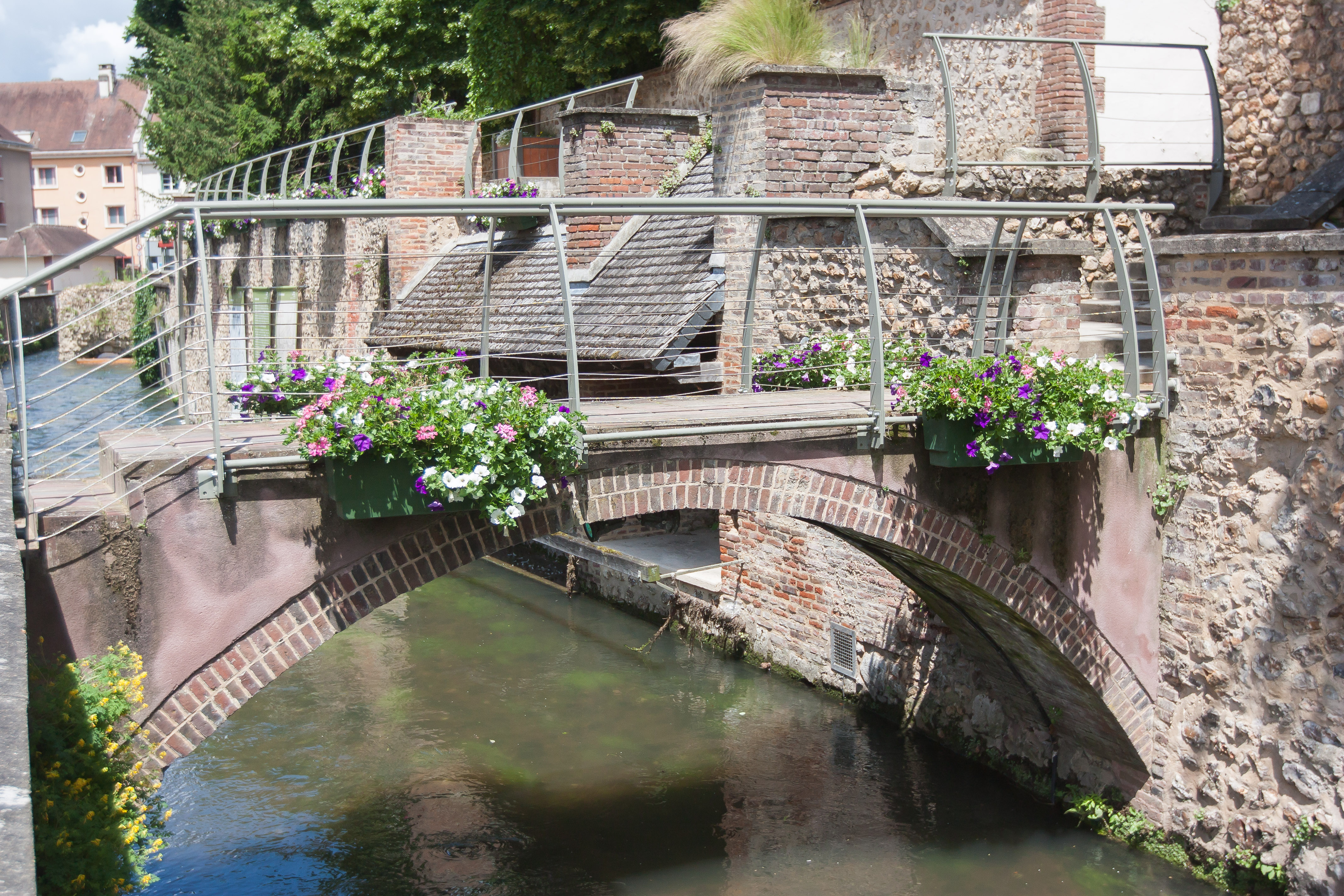
L'Iton à Évreux.

#### Crues
D'autre part, les crues sont fort peu importantes. Ainsi les QIX 2 et QIX 5 valent respectivement 7,8 et 9,6 m3/s. Le QIX 10 est de 11 m3/s, le QIX 20 de 12 m3 et le QIX 50 de 13 m3. Le QIX 100 n'a pas été calculé vu la période d'observation de 48 années.
Le débit instantané maximal enregistré à la station hydrométrique de Normanville a été de 17,9 m3/s le 27 mars 2001, tandis que le débit journalier maximal était de 17,1 m3/s le même jour, niveau de crue qui n'arrive qu'une fois par siècle…[réf. nécessaire], qui est bien supérieur au débit cinquantennal.

#### Lame d'eau et débit spécifique
L'Iton n'est pas une rivière abondante. La lame d'eau écoulée dans son bassin est de 111 millimètres annuellement, ce qui est largement inférieur à la moyenne du bassin versant de la Seine (240 mm/an). Le débit spécifique (ou Qsp) de la rivière est de 3,5 litres par seconde et par kilomètre carré de bassin, soit nettement moins que celui de l'ensemble du bassin séquanais (7 l/s/km2).

## Aménagements et écologie

### Écologie
Le lycée Aristide-Briand d'Évreux, avec plusieurs partenaires, a fait des prélèvements sur le bord de l'Iton dans le cadre du projet OHIO,.